# Idioma abun
El abun (también llamado yimbun, a Nden, manif o karon) es una lengua papú de Nueva Guinea. No está cercanamente emparentada con ninguna otra lengua, aunque Ross (2005) la clasifica dentro del grupo papú occidental, basándose en similitudes en el sistema pronominal, Ethnologue y Glottolog por su parte la clasifican como lengua aislada.